# Castinus
Castinus (griech.: Kastinos) († 237) war in den Jahren 230–237 Bischof von Byzantion.
Castinus stammte aus Rom und war ursprünglich Heide. Der Bischof von Byzanz, Cyriacus I., bekehrte ihn dann zum Christentum. Castinus wurde sein Nachfolger im Bischofsamt. Die Bischofskirche von Byzanz lag damals in Galata; Castinus ließ in seiner Amtszeit innerhalb der Stadtmauern von Byzanz eine Kirche errichten, die später der Heiligen Euphemia gewidmet wird. Castinus' Nachfolger wurde Eugenius I.
Bei Nikephoros Kallistos wird Castinus „Constantinus“ genannt, möglicherweise liegt hier eine Namensverwechslung vor.